# Агафонова, Евгения Александровна
Евгения Александровна Агафонова (1931 — 1 июля 2015) — доярка совхоза «Городище» Воскресенского района Московской области, Герой Социалистического Труда (1951). Член ВКП(б)/КПСС с 1952 года.

## Биография
Родилась в 1931 году в селе Марчуги Воскресенского района Московской области.
После окончания 7 классов сельской школы в июне 1949 года поступила работать подменной дояркой на молочную ферму совхоза «Городище» и через несколько месяцев получила собственную группу (9 коров), надой которой составлял 3000 кг.
В 1950 году взяла обязательства надоить по 6500 кг, а надоила в среднем на голову 7432 кг молока при жирности 3,6 %, заняв первое место среди доярок племенных совхозов РСФСР. За это награждена медалью «За трудовое отличие» (05.10.1950).
За 6 месяцев 1951 г. надоила по 4100 кг от коровы, за год — 7700 кг.
Указом Президиума Верховного Совета СССР от 3 ноября 1951 года за достижение высоких показателей в животноводстве присвоено звание Героя Социалистического Труда.
В 1955 году с отличием окончила Егорьевский техникум, а затем — Московскую сельскохозяйственную академию имени К. А. Тимирязева. Работала в своём совхозе зоотехником.
С 1960 года, после укрупнения хозяйств, — управляющая Городищенским отделением совхоза «Воскресенский».
Избиралась членом ЦК профсоюза работников сельского хозяйства, депутатом Московского областного Совета (1950).
Жила в деревне Городище Воскресенского района. Умерла 1 июля 2015 года.